# Ан-12
Ан-12 (изделие «Т», по кодификации НАТО «Cub», с англ. — «новичок, юнец») — советский военно-транспортный самолёт. Разработан в АНТК имени О. К. Антонова в 1950-х годах.

## История создания
Предположительно разработка самолёта Ан-12 была инициирована Н. С. Хрущёвым во время визита в КБ Антонова (АКБ). Во время осмотра Ан-8 Первый секретарь ЦК КПСС поинтересовался, какие имеются аналоги за рубежом, а после того как узнал, что все самолёты такого класса оснащаются четырьмя двигателями, выразил мнение, что в СССР тоже должны делать самолёты с четырьмя двигателями. После чего Олег Константинович Антонов и задумал будущий Ан-12.

## Конструкция
Аэродинамическая схема самолёта представляет собой четырёхмоторный турбовинтовой высокоплан с однокилевым оперением и хвостовым грузовым люком.
Фюзеляж самолёта, с приподнятой хвостовой частью и большим грузовым люком, обеспечивает удобные условия погрузки и выгрузки крупногабаритных грузов, а также их парашютное десантирование. Бортовое погрузочное устройство (кран-балка) грузоподъёмностью 2,8 т и легкосъёмный транспортёр облегчают и ускоряют процессы погрузки, швартовки и выгрузки. Конструкция фюзеляжа почти полностью совпадает с конструкцией фюзеляжа Ан-10. Главное отличие — кормовая часть фюзеляжа самолёта, имеющая грузовой люк и хвостовую пушечную установку с кабиной воздушного стрелка. В средней части фюзеляжа вместо пассажирского салона Ан-10 находится грузовая кабина, передняя часть самолёта с кабиной экипажа конструктивно почти полностью совпадает с передней частью Ан-10. Кабина экипажа герметична и отделена от негерметичной грузовой кабины гермошпангоутом с дверью.
Шасси самолёта обладает высокой проходимостью, что позволяет ему взлетать с грунтовых, заснеженных и ледовых аэродромов. Погрузка крупногабаритной техники и грузов осуществляется через грузовой люк в задней части фюзеляжа. Благодаря схеме «высокоплан» уровень грузового пола самолёта расположен близко к земле, что упрощает и облегчает его загрузку. Погрузка и разгрузка осуществляется с использованием грузовых трапов, бортовых лебёдок БЛ-52 (БЛ-1500 на Ан-12Б, ГЛ-1500ДП — Ан-12БК), кран-балки грузоподъёмностью 2800 кг и транспортёра ТГ-12МВ. Для парашютного десантирования техники на платформах на самолёте устанавливается транспортёр. На полу имеются гнёзда для установки носилок и швартовочные узлы.
Параллельно начались разработки Ан-10 и Ан-12. Для самолёта были выбраны двигатели АИ-20. Первый Ан-12 взлетел в Иркутске 16 декабря 1957 года. С 1959 года самолёт начал поставляться в ВВС. В процессе эксплуатации его разрешённая взлётная масса была увеличена до 61 т.
Особенности конструкции после унификации производства с Ан-10
Из-за унификации производства Ан-10 и Ан-12 средняя часть фюзеляжа Ан-12 с грузовой кабиной конструктивно совпадала со средней частью фюзеляжа Ан-10, и фактически была конструктивно-герметичной. Но задняя часть фюзеляжа, имевшая грузовой люк и рампу и сообщавшаяся со средней, была изначально негерметичной, и в целом герметизация грузовой кабины не обеспечивалась. После производства примерно ста самолётов средняя часть фюзеляжа Ан-12 стала выпускаться негерметичной.

## Производство
В СССР Ан-12 выпускался серийно на трёх авиазаводах в:
- Иркутске, 1957—1962 годы, 155 экземпляров;
- Воронеже, 1960—1965 годы, 258 экземпляров
- Ташкенте, 1962—1972 годы, 830 экземпляров.

Представителями генерального конструктора на заводах были:
- Иркутск — А. И. Шиврин, A. M. Леонтьев, В. З. Брагилевский, Г. А. Луговой;
- Воронеж — Н. П. Соболь, А. М. Кондратьев, В. П. Теплов, Я. Д. Голобородько;
- Ташкент — В. Ф. Ерошин, П. В. Балабуев, Х. Г. Сарымсаков, Н. А. Погорелов, Я. Н. Приходько, И. Г. Ермохин.

## Применение
Самолёт активно применялся в военных целях, в чрезвычайных ситуациях, для переброски военной техники и личного состава, также для пассажирских и грузовых перевозок, поиска и спасания космических объектов, экипажей пилотируемых космических кораблей и воздушных судов, терпящих бедствие.
 Большое влияние Ан-12 оказал в становлении Воздушно-десантных войск. Это был первый массовый самолёт в Военно-транспортной авиации, позволявший производить массовое десантирование как парашютистов, так и боевой техники ВДВ.
 Самолёт позволяет брать на борт две боевые машины десанта (БМД-1) либо боевые машины, сделанные на её базе (2С9 «Нона», БТР-Д) или 60 парашютистов. Парашютисты в грузовой кабине размещаются в четыре ряда. Десантирование производится в два потока — первыми десантируются бойцы в средних рядах, далее — бойцы, находившиеся вдоль бортов.
Ан-12 широко использовались в качестве летающих лабораторий для следующих работ:
- испытания двигателя АИ-24 с винтами АВ-72 для самолёта Ан-24 (1959 г.);
- отработка системы приземления спускаемых аппаратов космических кораблей (1960 г.);
- отработка систем самолётовождения «Полёт-1» и сброса грузов «Купол» для Ан-22 и Ил-76 (в 1961 году);
- исследование аэрофотоаппаратов и оптико-электронных систем воздушной разведки (1965 г.);
- испытание тепловизора «Простор» для формирования тепловых карт местности и карт пожаров (1968—1971 гг.);
- исследование средств обнаружения пусков ракет, лазерного облучения и оперативной радиотехнической разведки (1971 г.);
- испытания новых катапультируемых кресел, в том числе из экспериментальной кормовой кабины, обеспечивающей катапультирование под любым углом к горизонту, а также с помощью буксировочного ракетного двигателя (1970-е годы) ;
- создание искусственного обледенения (ЛЛ «Танкер», 1981);
- испытания новых средств поиска подводных лодок (1980-е годы).

Самолёт зарекомендовал себя как очень надёжный летательный аппарат, способный работать в сложных климатических условиях, и неприхотливый в обслуживании.
Более 150 самолётов Ан-12, в том числе их китайские копии Shaanxi Y-8 до сих пор[когда?] эксплуатируются такими странами как: Россия, Украина, Беларусь, КНР, Сан-Томе и Принсипи, Ангола, Грузия, Казахстан, Армения, Молдова, Узбекистан и другими.
Одним из наиболее долго эксплуатируемых самолётов Ан-12 стал Ан-12А, борт EW-338TI, белорусской авиагрузовой компании RubyStar. Он был построен на Ташкентском авиационном заводе 30 сентября 1961 года. В 1998—2007 годах эксплуатировался в Болгарии, в 2007—2010-х — в Казахстане, с 2010 года — в Беларуси. 13 июля 2016 года во время прошедшего над Минском урагана самолёт Boeing-737-300, принадлежащий белорусской авиакомпании Belavia силой ветра был сорван с места и врезался в стоящий на земле Ан-12 EW-338TI.

## Техническое описание
Ан-12 — свободнонесущий моноплан цельнометаллической конструкции с верхним расположением крыла, однокилевым вертикальным оперением и убирающимся шасси.

### Фюзеляж
Фюзеляж самолёта состоит из четырёх частей: передней — отсек Ф1, средней — Ф2, хвостовой — ФЗ и кормовой кабины Ф4. На серийном самолёте Ф4 как отдельный технологический отсек отсутствует и объединён с ФЗ. Силовая конструкция фюзеляжа состоит из 68 шпангоутов, 110 стрингеров и выполнен из алюминиевых сплавов Д-16, В95, АЛ9 и магниевых сплавов МД8 и МЛ5-Т4. Крепёжные болты и детали выполнены из сталей 30ХГСА и 40ХНМА.
Передний отсек герметичный. В нём находятся кабина экипажа с пятью рабочими местами и отсек для сопровождающего груз персонала. Обзор штурману обеспечивается через остекление носка фюзеляжа. В кабине лётчиков расположено два аварийных люка: верхний, для покидания кабины при вынужденных посадках без шасси или на воду и нижний, для покидания самолёта в воздухе. Кабина частично бронирована листами противоосколочной брони АПБЛ-1 толщиной 8 мм. Кресла имеют стальные бронеспинки из стали марки АБ-548 толщиной 16 мм и бронезаголовники толщиной 25 мм.
Средняя часть фюзеляжа не герметична, в ней находится грузовая кабина. Пол среднего отсека является одним из основных силовых агрегатов фюзеляжа. На полу имеются узлы установки санитарных носилок и гнёзда со швартовочными узлами. Под полом расположен отсек главных стоек шасси, переднее и заднее багажные помещения. Для доступа в багажные помещения имеются люки в полу и в правом борту фюзеляжа. На левом борту расположена входная дверь. В грузовой кабине есть 3 аварийных люка, два на левом борту и один на правом, и 15 окон диаметром 384 мм.
В хвостовом отсеке расположен грузовой трёхстворчатый люк, две передние створки открываются внутрь к бортам, а задняя — открывается вверх к потолку. На створках имеются ступеньки для прохода к заднему туалету и в кормовую кабину через переходные настилы. Грузовой люк окантован справа и слева балками, которые несут узлы навески створок. Обшивка створок грузового люка защищена титановыми листами от повреждений концами фал парашютов. Также отсек Ф3 несёт узлы крепления вертикального и горизонтального оперений.
Кормовая часть фюзеляжа содержит герметичную кабину стрелка и агрегаты кормовой артиллерийской установки. Стрелку обеспечивается хороший обзор через остекление фонаря и боковые окна. В нижней части кабины стрелка имеется аварийный люк для покидания самолёта в воздухе. Кормовая кабина частично бронирована прозрачной бронёй толщиной 110—135 мм, а с торца прикрыта съёмным бронированным щитом (20 мм). На самолётах, поставляемых в гражданские организации, кормовая стрелковая установка частично или полностью демонтировалась, а также иногда полностью убиралось рабочее место стрелка, а корма зашивалась.
Самолёты ВС СССР окрашивались обычно в серый цвет, самолёты ГВФ носили бело-синюю раскраску «Аэрофлота», в дальнейшем авиакомпании красили самолёты на своё усмотрение. Приборные доски экипажа окрашены чёрной матовой краской.

### Крыло
Конструкция крыла — двухлонжеронная, кессонного типа. Технологически разделено на пять частей: центроплан, две средние (СЧК) и две консольные (КЧК) части. По всему размаху задней кромки КЧК располагается двухсекционный элерон, имеющий внутреннюю весовую балансировку. Каждая его секция навешена на двух кронштейнах. Корневая секция оснащена триммером-сервокомпенсатором. Общая площадь элеронов — 7,84 м², углы отклонения — 25° (вверх) и 15° (вниз). Весь размах задней кромки СЧК занимает выдвижной двухщелевой закрылок с дефлектором. Закрылок подвешен на пяти монорельсах при помощи кареток и приводится в движение двумя винтовыми подъёмниками. Общая площадь закрылок — 26,5 м², углы отклонения — 25° (на взлёте) и 35° (на посадке). Для улучшения поперечной управляемости самолёта внутри хвостовых частей СЧК, установлены пластинчатые элероны-интерцепторы, выдвигаемые из крыла вверх при отклонении вверх ближайшего к ним элерона. В кессонах центроплана и СЧК располагаются мягкие топливные баки. Внутренние полости этих кессонов облицованы листами из стеклотекстолита.

### Хвостовое оперение
Хвостовое оперение свободнонесущее, состоит из стабилизатора с рулём высоты, киля с рулём направления, форкиля, подфюзеляжного гребня и двух закреплённых на концах стабилизатора шайб. Площадь горизонтального оперения — 26,1 м², вертикального оперения — 17,63 м², одной шайбы — 4,0 м², форкиля — 3,63 м², гребня — 2,75 м². Рули однолонжеронной конструкции. Площадь руля высоты — 7,1 м², углы отклонения — 28° (вверх) и 15° (вниз). Каждая половина руля высоты навешена на четырёх кронштейнах и оснащена триммером. Площадь руля направления — 7,85 м², углы отклонения — ±24,5°. Руль направления имеет пять узлов навески, на нём установлены триммер и пружинный сервокомпенсатор. Рули, триммеры и сервокомпенсатор выполнены с аэродинамической компенсацией и весовой балансировкой. Обшивки триммеров и сервокомпенсатора полотняные.

### Шасси
Шасси включает три опоры: переднюю, две основные. База шасси — 9,58 м, колея — 4,92 м. Основные опоры шасси убираются к оси симметрии самолёта, а передняя — назад по полёту. Основная и передняя опоры состоят из: телескопической амортизационной стойки, четырёхколёсной тележки (основная) и двух сблокированных колёс (передняя), складывающегося подкоса, цилиндра уборки-выпуска, замков и механизма управления створками. Также в состав основной опоры входит стабилизирующий амортизатор и подкосная ферма. Передняя опора — управляемая, потому в её состав ещё входит рулевой цилиндр-демпфер и механизм поворота со следящей системой. Все опоры оснащены азотно-масляными амортизаторами. Колёса основных опор КТ-77 размером 1050×300 мм снабжены дисковыми тормозами и инерционными антиюзовыми датчиками УА-23/2. Передние колёса К2-92/1 без тормозов, размером 900×300 мм, они могут поворачиваться на угол ±35° от рулевого штурвальчика либо на угол ±6° от педалей управления. Пневматики колёс полубаллонного типа. Давление в пневматиках основных колёс — 6,5 кгс/см², передних — 5,0 кгс/см².

### Силовая установка
Силовая установка состоит из четырёх турбовинтовых двигателей АИ-20м(к) с металлическими четырёхлопастными воздушными винтами АВ-68И изменяемого шага. Двигатель АИ-20 — одновальный турбовинтовой авиадвигатель с осевым 10-ступенчатым компрессором, кольцевой камерой сгорания, трёхступенчатой турбиной, планетарным редуктором, нерегулируемым реактивным соплом. Мощность двигателя на взлётном режиме — 4250 л. с. (3126 кВт). Двигатель снабжён системой автоматического регулирования, поддерживающей постоянное число оборотов его ротора на всех рабочих режимах. Управление двигателем — механическое, проводка от ручки управления двигателем — тросовая. Каждый двигатель запускается двумя стартёр-генераторами СТГ-12ТМО. Двигатель располагается в мотогондоле перед крылом; крепится к силовому шпангоуту гондолы при помощи рамы с амортизаторами. Шпангоут при помощи фермы и двух подкосов закреплён на переднем лонжероне.

### Винт
Винт АВ-68И — тянущий, левого вращения, флюгируемый, диаметром 4,5 м. Флюгирование его производится экипажем либо системой автоматического флюгирования. Вывод винта из флюгерного положения принудительный. Перевод лопастей на минимальный установочный угол (снятие с упора) при пробеге после посадки обеспечивает дополнительное торможение самолёта за счёт авторотации винта.

### Топливная система
Включает двадцать два мягких бака, расположенных внутри кессонов центроплана и СЧК. Двигатели питаются топливом из своего полукрыла. Правые и левые группы баков соединены между собой трубопроводом с краном кольцевания. Общая ёмкость топливных баков — 14270 литров. На самолёте применяется топливо РТ, Т-1, ТС-1 и Т-2. На верхней поверхности крыла есть заливные горловины для заправки баков самотёком (из раздаточного пистолета), либо это можно делать централизованно под давлением через заправочный штуцер в передней части правого обтекателя шасси. В полёте система нейтрального газа заполняет надтопливное пространство углекислым газом, а также эта система используется в качестве дополнительного средства пожаротушения.
В модификациях АП, БП, БК, два топливных бака устанавливались в багажниках под полом грузовой кабины. Это повышало ёмкость топливной системы примерно до 24000 литров.

### Гидравлическая система
Состоит из двух независимых систем — правой и левой. Каждая система работает от двух гидронасосов, установленных, соответственно, на правых и левых двигателях. Объём каждой гидросистемы — 60 литров. Номинальное рабочее давление — 150 кгс/см². Гидросистема заправляется минеральным маслом АМГ-10. При отказе обеих систем отдельные гидроагрегаты работают от ручного насоса. При необходимости в ручном насосе предусмотрена возможность использования топлива в качестве рабочей жидкости.
Правая гидросистема предназначена для привода закрылков, основной уборки-выпуска шасси, управления передней опорой шасси, питания приводов стеклоочистителей и рулевых машинок автопилота, аварийного торможения колёс и управление нижним аварийным люком.
Левая система служит для привода закрылков, основного торможения колёс, флюгирования винтов, управления нижним аварийным люком, аварийной уборки-выпуска шасси и аварийной остановки двигателей.
С помощью ручного насоса можно обеспечить выпуск закрылков, раздельный выпуск шасси, открытие и закрытие створок шасси, создание давления в левой системе с одновременной зарядкой её гидроаккумулятора, заполнение гидрожидкостью баков обеих систем и её перекачка из одного бака в другой. После подзарядки гидроаккумулятора левой гидросисистемы от ручного насоса возможно торможение колёс при отказавших гидронасосах левой и правой гидросистем.
Также гидросистема предназначена для открытия и закрытия створок грузового люка.

### Маслосистема
Каждый двигатель имеет автономную маслосистему с ёмкостью маслобака 58 литров, которая обеспечивает подачу масла для смазки и охлаждения двигателя, управления воздушным винтом, работы ИКМ и системы регулирования. Под воздухозаборником мотогондолы установлен сотовый регулируемый маслорадиатор. Маслосистема циркулярная коротокозамкнутая с циркуляцией масла, минуя маслобак. Общий объём масляной системы каждого двигателя 110 литров. Управление маслосистемой осуществляется с ЦППД (центральная панель приборной доски).

### Противопожарная система
Состоит из шести огнетушителей ОС-8М, системы сигнализации о пожаре ССП-2А, трубопроводов и распылительных коллекторов. Все огнетушители объединены в три очереди по два в каждой. Первая очередь разряжается в угрожаемый отсек автоматически по сигналу датчиков ССП, остальные включаются старшим бортовым техником (бортовым инженером) судна. При аварийной посадке самолёта от концевых выключателей под обшивкой на нижней поверхности фюзеляжа срабатывают все огнетушители, направляя огнегасящий состав во все отсеки. Противопожарной системой оснащены топливные отсеки крыла и мотогондолы двигателей.

### Система управления
Механическая, безбустерная. Управление рулями и элеронами осуществляется жёсткими тягами, к ним подключены рулевые машинки РА5-ВП автопилота АП-28Д. В системе управления рулями высоты установлены пружинные загружатели. Проводки управления триммерами рулей высоты и механизмами стопорения — тросовые. Управление триммерами элеронов и рулей направления — электродистанционное. Пластинчатые элероны-интерцепторы подсоединены к тягам управления элеронами. Самолёт оснащён механической системой стопорения на земле рулей и элеронов, сблокированной с системой управления двигателями.

### Электросистема
Бортовая электросистема обеспечивает питание постоянным током напряжением 28 В, переменным однофазным током напряжением 115 В частотой 400 Гц и переменным трёхфазным током напряжением 36 В частотой 400 Гц. На каждом из четырёх двигателей установлено по два стартер-генератора СТГ-12ТМО-1000, которые служат основными источниками постоянного тока, резервными — 4 аккумуляторных батареи 12-САМ-28, расположенных в обтекателях шасси. Также на двигателях установлены по одному генератору СГО-12 для обеспечения потребителей переменным однофазным током. Резервным источником переменного однофазного тока служит преобразователь ПО-1500 (ПО-750), подключённый к сети постоянного тока. Два преобразователя ПТ-1500Ц (ПТ-1000Ц) (основной и резервный) и один преобразователь ПТ-200Ц служат источниками переменного трёхфазного тока. Распределительные сети постоянного и переменного однофазного тока — однопроводные, трёхфазного тока — трёхпроводная с изолированным нулём. Аэродромное питание постоянным и переменным однофазным током осуществляется через соответствующие разъёмы, находящиеся в задней части правого обтекателя шасси. При неработающих двигателях и отсутствии соответствующего аэродромного питания преобразователь ПО-1500 используется для опробования на земле потребителей переменного однофазного тока.
Данное описание соответствует ранним выпускам самолёта.
На более поздних моделях, примерно с начала 1960-х годов, вместо 17 аккумуляторов устанавливался резервный турбогенератор ТГ-16М с генератором постоянного тока напряжением 28,5В ГС-24А и 4 аккумуляторных батареи 12-САМ-28.

### Пилотажно-навигационное оборудование
Обеспечивает определение местоположения и курса самолёта и полёт по заданному маршруту. Пилотажно-навигационное оборудование (ПНО) облегчает пилотирование самолёта в сложных метеоусловиях и ночью. ПНО состоит из электрогидравлического автопилота АП-28Д1, курсовой системы КС-6Г, астрокомпаса ДАК-ДБ-5, магнитных компасов КИ-13, навигационной автономной системы НАС-1Б1-28, авиагоризонтов АГД-1, указателя поворота ЭУП-53, автоматического навигационного устройства АНУ-1 с трассой или ДИСС 013, барометрического высотомера ВД-10, вариометра ВАР-30-3, комбинированного указателя скорости КУС-1200, термометра наружного воздуха ТНВ-15 и часов АЧС-1 и АВРМ.
На модификации БК установлен комплекс ПНК-1, установлена курсовая система ТКС-П, КПП-М, НПП, обеспечивающие полёты как в магнитной коррекции, так и в условной системе координат, позволяющие осуществлять пилотирование самолёта в директорном режиме.

### Радиооборудование
Радиооборудование самолёта предназначено для осуществления двухсторонней телефонной и телеграфной связи с землёй и между самолётами в воздухе, внутрисамолётной телефонной связи, а также для того чтобы решать навигационные задачи по самолётовождению и заходить на посадку в сложных метеоусловиях днём и ночью.
В состав радиосвязного оборудования входит: самолётное переговорное устройство СПУ-7; командная УКВ-радиостанция Р-863 2 комплекта; KB-радиостанция Р-856МА 2 комплекта. Есть возможность прослушивания внешней связи через приёмник АРК-11.
Радионавигационное оборудование состоит из приёмоиндикатора местоположения самолёта в гиперболической системе координат, аппаратуры слепой посадки СП-50, радиовысотомера РВ-2 с сигнализатором С-2В, двух автоматических радиокомпасов АРК-11 и маркерного приёмника МРП-56П.
Также на борту есть радиолокатор И-4(РБП-3). В нынешнее время устанавливается РЛС РОЗ-1. Блоки радиооборудования питаются от сетей постоянного и переменного однофазного тока.

Оборудован системой РСКМ-3 для полётов в боевых порядках.

### Кислородное оборудование
Обеспечивает кратковременное питание кислородом всех членов экипажа. Рабочие места экипажа оснащены стационарными кислородными приборами КПЖ-30, на случай аварийного покидания имеется шесть парашютных кислородных приборов КП-23.

### Противообледенительная система
Состоит из воздушно-тепловой и электрической систем.
Тёплый воздух отбирается от компрессоров двигателей и поступает в воздушно-тепловую противообледенительную систему (ПОС), которая защищает от обледенения носки крыла, передние кромки воздухозаборников (входные направляющие аппараты) мотогондол и туннели маслорадиаторов. Также тёплым воздухом изнутри кабины обдуваются стёкла фонарей штурмана и лётчиков для предотвращения их запотевания, а также в нише шасси замки убранного и выпущенного положения шасси, грузовая кабина.
Электрическая ПОС защищает лопасти винтов, носки киля, стабилизатора, приёмники воздушного давления и передние триплексные стёкла фонарей, а также датчик АУАСП. Предусмотрен обогрев ниши аккумуляторных батарей.

### Десантно-транспортное оборудование
Погрузка и разгрузка самоходной техники производится своим ходом с использованием грузовых трапов, несамоходной — при помощи бортовых лебёдок БЛ-52 (БЛ-1500 на Ан-12Б, ГЛ-1500ДП — Ан-12БК). Погрузка бесколёсных грузов весом до 2000 кг выполняется с помощью кран-балки. Для парашютного десантирования техники и грузов на платформах и в штатных упаковках на самолёт устанавливается транспортёр ТГ-12.

### Вооружение
Состоит из артиллерийского и бомбардировочного вооружения.
Артиллерийское вооружение
Система пушечного вооружения ПВ-23У. Состоит из кормовой башни ДБ-65У с двумя 23-мм пушками АМ-23, электросистемы дистанционного управления башней и прицельно-вычислительного блока. Боекомплект — 700 снарядов (по 350 на ствол), скорострельность — 1250—1350 выстр./мин. на ствол.
Бомбардировочное вооружение
- 2 фотографические бомбы ФОТАБ-100-80 или 2 ночные ориентирно-сигнальные авиабомбы НОСАБ-100 или 2 дневные ориентирно-сигнальные авиабомбы ДОСАБ-100 для сбрасывания с балочных держателей;
- 6 цветных ориентирно-сигнальных авиабомб ЦОСАБ-10 или 6 ночных ориентирно-морских авиабомб ОМАБ-25-8Н или 6 дневных ориентирно-морских авиабомб ОМАБ-25-12Д или 6 радиозондов для сбрасывания из ящичного держателя ДЯ-СС-АТ;
- 70 авиабомб калибра 100 кг (ОФАБ, ЗАБ) или 29-32 авиабомб калибра 250 кг (ОФАБ, ЗАБ, ПТАБ, РБК) или 18 авиабомб калибра 500 кг (ФАБ, ЗАБ, ФЗАБ, или 18 авиамин УДМ-500 для сбрасывания с транспортёра ТГ-12MB.

Для прицельного бомбометания и сброса десантируемых грузов в кабине штурмана установлен прицел НКПБ-7. Два наружных балочных бомбодержателя расположены в передней части обтекателей шасси и два — в задней части внутри. Ящичный держатель ДЯ-СС-АТ для вертикальной подвески 6 бомб находится в хвостовой части фюзеляжа.
При необходимости на заднюю створку грузового люка устанавливается один дневной фотоаппарат АФА-42 или один ночной НА-МК/25.

## Модификации
- Ан-12 (изделие «Т») — базовая. На Иркутском авиазаводе в 1959—1962 годах выпущено 154 самолёта.
- Ан-12А (изделие «ТА») — первая серийная модификация. Отличается двигателями АИ-20А, увеличенным до 16600 л запасом топлива. Взлётная масса возросла до 61 т, грузоподъёмность — до 20 т. Выпускался на Воронежском авиационном заводе (1961—1965) и Ташкентском авиационном заводе (1961—1972). Изготовлено 155 самолётов. В дальнейшем самолёты получили подпольные топливные баки и стали обозначаться Ан-12АП.
- Ан-12Б (изделие «ТБ») — модернизированный. Отличается усиленным центропланом, увеличенным до 19500 л запасом топлива, установлен турбогенератор ТГ-16. Выпускался с 1963 года на Воронежском авиационном заводе и Ташкентском авиационном заводе. В дальнейшем самолёты получили подпольные топливные баки и стали обозначаться Ан-12БП.
- Ан-12Б (ЛИАТ) — лаборатория исследования авиационной техники. Предназначен для проведения работ на местах лётных происшествий. Переоборудован 1 самолёт в 1972 году.
- Ан-12Б «Кубрик» — самолёт для исследования инфракрасного излучения надводных, наземных и воздушных целей. Изготовлен в 1969 году.
- Ан-12Б-30 — с увеличенной грузоподъёмностью до 30 т (проект). Отличался двигателями АИ-20ДК и винтами диаметром 5,1 м. Разработан в 1963 году.
- Ан-12БЗ-1, Ан-12БЗ-2 — летающие лаборатории для отработки системы дозаправки топливом в воздухе (проект). Разработан в 1969 году.
- Ан-12Б-И — самолёт РЭБ. Отличается станцией индивидуального радиоэлектронного противодействия «Фасоль». В 1964 году построено 7 самолётов.
- Ан-12Б-ПП — постановщик помех групповой защиты на базе Ан-12Б.
- Ан-12БК (изделие «ТБК») — модернизированный. Отличается обновлённым бортовым оборудованием и двигателями АИ-20М. Ширина грузовой кабины увеличена до 3,12 м. Выпускался с 1966 года на Ташкентском авиационном заводе.
- Ан-12БК — коммерческий. Предназначен для гражданской авиации. Отличался отсутствием оборонительного вооружения.
- Ан-12БК-ВКП «Зебра» — воздушный командный пункт (проект). Оборудован средствами связи и 18 рабочими местами для оперативного и служебного расчёта.
- Ан-12БК-ИС — самолёт РЭБ. На борту установлены станции «Фасоль» и «Сирень». Впоследствии вместо «Фасоли» установили станцию «Барьер». В 1970 году изготовлено 45 самолётов, в 1974 году переоборудовано ещё 105.
- Ан-12БКВ — бомбардировщик и постановщик мин. Мог брать на борт 12 т бомб. В 1969 году изготовлено несколько самолётов.
- Ан-12БКК «Капсула» — самолёт-салон командующего ВТА. Оборудован герметичной кабиной-капсулой на 20 человек. В 1975 году переоборудован 1 самолёт.
- Ан-12БКТ — заправщик самолётов фронтовой авиации. Мог одновременно заправлять на земле 2 самолёта (объём отдаваемого топлива 19500 л). Разработан в 1972 году.
- Ан-12БКЦ «Циклон» — лаборатория для исследования метеорологических процессов. В 1979 году переоборудовано 2 Ан-12БК.
- Ан-12БЛ — самолёт, оборудованный противолокационным ракетным комплексом Х-28. В 1970 году переоборудован 1 Ан-12Б.
- Ан-12БМ — самолёт для исследования возможности дальней радиосвязи через спутник «Молния-1». В 1962 году переоборудован 1 Ан-12Б.
- Ан-12БК-ПП — самолёт радиоэлектронной борьбы (групповой защиты). Установлены станции «Букет» и «Фасоль», автоматы сброса дипольных отражателей АПП-22.
- Ан-12БК-ППС— доработанный самолёт радиоэлектронной борьбы. Дополнительно установлены две станции «Сирень-Д», автоматы АСО-2И с инфракрасными помеховыми патронами и демонтированы автоматы выброса диполей АПП-22. Всего эксплуатировалось 19 машин. В дальнейшем самолёт подвергся доработке — увеличено количество станций «Сирень» до четырёх, часть самолётов получила кормовую оборонительную пушечную установку.
- Ан-12БСМ — гражданский самолёт для перевозки стандартных унифицированных авиационных контейнеров. Отличался наличием двух кран-балок и роликовых дорожек. Мог перевозить 8 поддонов ПА-2,5 или 4 ПА-5,6, 8 контейнеров УАК-2,5 или 4 УАК-5А. Разработан в 1973 году.
- Ан-12БШ, Ан-12БКШ — самолёты для группового обучения штурманов. В грузовой кабине оборудовано 10 рабочих мест. В 1970 году переоборудовано несколько самолётов.
- Ан-12Д — опытный самолёт с увеличенным диаметром фюзеляжа. Разработан в 1965 году. Оснащён двигателями АИ-20ДК с винтами диаметром 5,1 м. Взлётная масса увеличена до 83 т.
- Ан-12Д УПС — с системой управления пограничным слоем (проект).
- Ан-12ЛЛ — несколько летающих лабораторий. В разные годы переоборудовано несколько самолётов.
- Ан-12М — модернизированный. Отличается двигателями АИ-20ДМ мощностью 5180 л. с., винтами АВ-68ДМ. Изготовлен в 1972 году в одном экземпляре.
- Ан-12М ЛЛ — летающая лаборатория для отработки систем катапультирования с использованием экспериментальной кормовой поворотной кабины. Изготовлен в 1987 году, полёты проводились до 1997 года[9].
- Ан-12П — с подпольными топливными баками. Выпускался с 1963 года. По типу Ан-12П в 1963—1989 годах дорабатывались Ан-12А и Ан-12Б (обозначены соответственно Ан-12АП и Ан-12БП). На самолётах Ан-12БП частично изменено радиооборудование.
- Ан-12ПЛ — полярный на лыжном неубирающемся шасси. В 1961 году построено 2 самолёта.
- Ан-12ПП — постановщик помех со станцией групповой защиты «Букет». Построено 27 машин
- Ан-12ПС — поисково-спасательный. Имеет на борту спасательный катер «Ёрш» или «Гагара». Разработан в 1969 году.
- Ан-12Р — с увеличенной до 25 т грузоподъёмностью (проект). Отличался ТРДД Д-36. Разработан в 1962 году.
- Ан-12РУ — с 2 стартовыми ускорителями ПРД-63 (проект). Разработан в 1962 году.
- Ан-12СН — самолёт специального назначения (проект). Предназначался для перевозки танка Т-54 на расстояние 1500 км. Отличался двигателями АИ-20ДК, дополнительным ТРД РД-9, увеличенной грузовой кабиной, сокращённым составом оборудования. Разработан в 1965 году.
- Ан-12Т — топливовоз (опытный). Предназначался для перевозки различных видов топлива, в том числе ракетного. Изготовлен в 1961 году.
- Ан-12 «Танкер» — летающая водораспыливающая лаборатория для создания условий искусственного обледенения. Отличался баком для воды на 8000 л в грузовой кабине, водораспыливающим коллектором перед крылом. Переоборудован 1 самолёт в 1981 году.
- Ан-12ТП-2 — самолёт для полярной авиации. Отличается турбогенератором ТГ-16 в левом обтекателе шасси, подпольными топливными баками, средствами астронавигации и дальней радиосвязи, местами отдыха в кабине сопровождения. В сентябре 1961 года участвовал в дальнем перелёте Москва-Мирный (26423 км).
- Ан-12У — с системой управления пограничным слоем (проект). Разработан в 1962 году.
- Ан-12УД — самолёт увеличенной дальности. Разработан в 1960 году. Отличается двумя дополнительными топливными баками общей ёмкостью 7600 л (от бомбардировщика 3М). При этом запас топлива составил 21870 л.
- Ан-12УД-3 — увеличенной дальности с тремя дополнительными баками в грузовой кабине.
- Ан-40 — транспортный самолёт укороченного взлёта и посадки (проект). Отличался двигателями АИ-30, дополнительными разгонными ТРД РД-36-35. Разработан в 1964 году.
- Ан-42 — вариант Ан-40 с системой управления вектором тяги (проект).
- «изделие 51» — разведчик радиационного заражения атмосферы на базе Ан-12БП. Отличался фильтрогондолами для забора воздуха, дозиметрами ДП-3Б, лабораторным оборудованием. Выпускался в 1968—1969 годах.
- «изделие 93Т» — летающая лаборатория для метрологического обслуживания и проверки КЗА на базе Ан-12Б. Переоборудован 1 самолёт в 1972 году.
- Shaanxi Y-8 — китайский вариант Ан-12БК. В 1974—1993 годах построено 667 самолётов различных модификаций. В 1960-х годах КНР приобрела несколько Ан-12 и лицензию на их производство. Серийное производство Ан-12 в КНР под обозначением Shaanxi Y-8, из-за разрыва советско-китайских отношений, было начато лишь в 1981 году[1]. По состоянию на 2012 год в КНР продолжается выпуск Shaanxi Y-8[2].
- Shaanxi Y-9 — глубокая модернизация Shaanxi Y-8, принятая на вооружение НОАК в 2012 году[10].

## Проекты
На 2019 год, открыты опытно-конструкторские работы по самолёту непосредственной поддержки войск на поле боя. Аналог Lockheed AC-130 Spectre на базе Ан-12 будет вооружён двумя 57 мм пушками (тип С-60 или АУ220М), пушками меньшего калибра и автоматическими гранатомётами. На 2023 год был запланирован первый полёт, однако, движения проекта все ещё не наблюдается.

## Лётно-технические характеристики
- Двигатели: Турбовинтовой двигатель АИ-20М 4х4250 л. с.);
- Размеры:
  - размах крыла 38,015 м;
  - длина самолёта 33,109 м;
  - высота 10,525 м;
- Размеры грузовой кабины:
  - длина 13,5 м;
  - максимальная ширина 3-3,5 м;
  - максимальная высота 2,4-2,6 м;
- Экипаж: 6-7 человек (командир, помощник командира, штурман, борттехник, бортрадист, бортовой техник по АДО (авиадесантному оборудованию), воздушный стрелок);
- Пассажировместимость: 90 солдат или 60 парашютистов.
- Массы и нагрузки:
  - взлётная 61 т;
  - пустого снаряжённого 50 т;
  - самолёта без топлива 36,7 т;
  - максимальная коммерческая нагрузка 21 т;
  - посадочная 58 т;
  - запас топлива 22,066 т;
- Лётные данные:
  - максимальная скорость: 660 км/ч;
  - крейсерская скорость: 570 км/ч;
  - эксплуатационный потолок: 7200-8600 м, максимальный 10000 м;
  - дальность полёта перегоночная 5530 км;

с максимальной загрузкой 3600 км;
- - Требуемая длина ВПП (условия МСА, на уровне моря): 900—2200 м в зависимости от взлётного веса.

## Боевое применение
Самолёты Ан-12 воевали на разных театрах военных действий.
Ввод советских войск в Чехословакию
Советские транспортники сыграли важную роль во время ввода войск СССР в Чехословакию 1968 года: Ан-12 и Ан−22 доставили пять тысяч солдат. Один Ан-12 разбился, экипаж из 6 человек погиб.
Афганская война
Во время Афганской войны 1979—1989 годов самолёты Ан-12 постоянно снабжали по воздуху контингент советских войск, летая из СССР в Баграм и Кабул. За всё время войны было потеряно 11 Ан-12. Ряд машин получили афганские ВВС, некоторые из них позже достались захватившему власть в Афганистане движению Талибан.
Рейс самолёта Ан-12, увозившего в ходе войны с территории Афганистана тела погибших советских военнослужащих (Груз 200), получил неофициальное название «Чёрный тюльпан». В связи с тем, что грузовой отсек самолёта Ан-12 не герметичен, цинковые гробы не запаивались.
Побывавший в Афганистане с концертами Александр Розенбаум посвятил павшим солдатам песню «Монолог пилота „Чёрного тюльпана“», вошедшую в художественный фильм «Афганский излом».
Осенью 2001 года на аэродроме Кандагар ударами англо-американской авиации были уничтожены как минимум три Ан-12 Талибана.
Индо-пакистанская война
Одной из первых их использовала в боях Индия. Её самолёты снабжали войска во время приграничных конфликтов с Китаем и Пакистаном. В индо-пакистанской войне 1971 года самолёты Ан-12 применялись и как бомбардировщики, нанося удары по складам вблизи границы в Кашмире. При этом Ан-12 брали до 16 тонн бомб. 12 января 1972 года Ан-12 и С-119 высадили батальон десантников для окружения столицы Бангладеш.
Войны в Африке
В 1964 году египетские Ан-12 перевозили вооружение и припасы для повстанцев в Конго. С 1962 по 1967 годы эти самолёты использовались для поддержки египетских войск, воевавших в Йемене. В шестидневной войне 1967 года они применялись ограниченно. В войне 1973 года Ан-12 снова использовались для снабжения, а эскадрилья советских Ан-12ПП применялась в Мерии для радиоэлектронной борьбы. В 1967 году Ан-12 снабжали федеральные войска Нигерии в войне против сепаристов Биафры.
Эфиопия стала закупать советское вооружение после наложения в 1977 году американского эмбарго на поставки оружия в эту страну. В числе первых были поставлены Ан-12, действовавшие против эритрейских повстанцев. Ирак также применял свои Ан-12 в ирано-иракской войне. Иракские машины использовались для морской разведки, целеуказания и для дозаправки в воздухе. Во время войны в Персидском заливе 1991 года по крайней мере два из них были уничтожены на взлётно-посадочной полосе английскими штурмовиками.
Советские Ан-12 применялись в ходе гражданской войны в Анголе. В 1985 году самолёт ВВС СССР был сбит спецназом ЮАР с применением трофейного ЗРК «Стрела-1».
Другое
В 1994—1996 годах российские Ан-12 использовались для переброски войск и снаряжения в Моздок во время Первой чеченской войны.
Ан-12 широко использовались для вывоза беженцев в различных критических ситуациях в разных районах мира, при этом из-за нехватки посадочных мест часть пассажиров перелетала стоя. Максимальная пассажировместимость при этом ограничивалась только размерами грузовой кабины и центровкой самолёта. Известен случай перевозки 283 человек в 1975 году в Сомали.

## Катастрофы
По данным сайта Aviation Safety Network по состоянию на 31 октября 2020 года в общей сложности в результате катастроф и серьёзных аварий были потеряны 243 самолёта Ан-12. Ан-12 пытались угнать два раза, при этом погибло 26 человек. Всего в этих происшествиях погибло 1924 человека.

## Операторы

### Военные
- Азербайджан 
  - ВВС Азербайджана — 1 Ан-12, по состоянию на 2016 год[21]
- Ангола
  - ВВС Анголы — 6 Ан-12 на вооружении, по состоянию на 2024 год[22]
- Беларусь
  - ВВС Беларуси — 3 Ан-12, по состоянию на 2016 год[23]
- Йемен
  - ВВС Йемена — некоторое количество Ан-12, по состоянию на 2016 год[24]
- Казахстан
  - ВВС Казахстана — 2 Ан-12 на вооружение, по состоянию на 2024 год[25].
- Кот-д’Ивуар — 1 Ан-12 в неисправном состоянии, по состоянию на 2024 год[26]
- Мьянма
  - ВВС Мьянмы — 2 Ан-12, по состоянию на 2016 год[27]
- Россия 
  - ВКС России — около 45 Ан-12БК по состоянию на 2024 год[28]
  - МА ВМФ РФ — 3 Ан-12 ПС и 2 Ан-12БК по состоянию на 2024 год[29]
- Узбекистан
  - ВВС Узбекистана — 2 Ан-12 на вооружении, по состоянию на 2024 год[30]
- Эфиопия
  - ВВС Эфиопии — 3 Ан-12 на вооружении, по состоянию на 2024 год[31]

### Гражданские
- Беларусь (Оператор «Ruby Star») — EW-483TI (Ан-12 БК), по состоянию на 26 октября 2017 года.
- Украина — 2 Ан-12А, 4 Ан-12Б, 8 Ан-12БК, 7 Ан-12БП по состоянию на 2017 год.[32]
- Атран[33] — 2 Ан-12, по состоянию на февраль 2024 года.

### Бывшие
- Югославия — 2 Ан-12 поставлено в 1969 году[34]

## Памятники и музейные экспонаты
| № | Модель | Бортовой номер | Описание                                                 | Иллюстрация |
| - | ------ | -------------- | -------------------------------------------------------- | ----------- |
| 1 | Ан-12  | CCCP-11344     | Кривой Рог. В экспозиции Музея авиации                   |             |
| 2 | Ан-12Б | CCCP-11355     | Магадан. Памятник. Аэропорт- Сокол (Магаданская область) | Eliseeey 13 |
| 3 | Ан-12  | RA-11931       | Верхняя Пышма. В экспозиции Музейный комплекс УГМК       |             |
| 4 | Ан-12  |                | Байконур.                                                |             |

## Компьютерные игры и кинофильмы
Самолёт Ан-12 присутствует в компьютерной игре в жанре автосимулятора «BeamNG.drive».
Самолёт Ан-12 присутствует в модификации компьютерной игры Half Life 2 — «Зной», но под обозначением Ян-12.
Самолётом Ан-12 перевозился в фильме "Такси-4" бельгийский "мясник" Альбер ван ден Бош.